# 里斯赫拉
里斯赫拉（Rishra），是印度西孟加拉邦Hugli县的一个城镇。总人口12225（2001年）。

## 人口
该地2001年总人口12225人，其中男性6217人，女性6008人；0—6岁人口1182人，其中男575人，女607人；识字率79.70%，其中男性为84.27%，女性为74.97%。